# Александер Паулус
Алекса́ндер Па́улус (в миру Александер Паулус, ест. Aleksander Paulus; 2 лютого 1872, містечко Орікюла, Перновський повіт, Ліфляндська губернія, Російська імперія  - 18 жовтня 1953, Стокгольм, Швеція)
 —  естонський клірик (згодом, єпископ), митрополит Талліннський і всієї Естонії ( Константинопольського Патріархату), перший предстоятель  Естонської апостольсько-православної церкви.

## Біографія
Народився 2 лютого 1872 року в  селянській родині. Навчався в саалемській допоміжній школі, феннернській парафіяльній школі; потім в Ризькому духовному училищі (1884-1888), в  Ризькій духовній семінарії (1888-1894).
Після закінчення семінарії був зарахований в клір Ризької єпархії та призначений на посаду псаломщика-вчителя на прихід в Лєезі, в 1897 році був переведений в Колґа-Яані, в 1900 - в Феллін (Вільянді).
У 1901 році одружився з Зінаїдою Ахтманн, в 1909 році овдовів.
29 серпня 1901 єпископом Ризьким і Мітавським Агафангелом Преображенським був  висвячений у сан пресвітера і служив на естонських парафіях Ризької єпархії: у Кирґессааре на о-ві Даго (Хійумаа) (1901-1903), в Карксі (1903-1908), в Лайузе (1908-1916) і в Пярну (1916-1920).
21 березня 1919 року на першому Соборі Естонської Православної Церкви в Талліні протоієрей Александер Паулус був обраний кандидатом на заміщення посади вікарного єпископа Естонської Православної Церкви (кафедра єпископа Ревельского вдовувала після вбивства більшовиками єпископа Платона Кульбуша в січні 1919 року). Незабаром після обрання протоієрей Александер відмовився від запропонованої йому хіротонії, з формальним посиланням на поганий стан здоров'я; іншою причиною відмови була відсутність підтримки з боку представників етнічно російських парафій, які бажали для себе обрання російського вікарного єпископа і тих, хто утримався при голосуванні.
Естонська Церква, яка перебувала в межах новоствореної Естонської держави, отримала від Патріарха Тихона рішенням Священного Синоду і Вищої Церковної Ради від 10 травня 1920 року, статус  Автономної Церкви.
У вересні 1920 року прот. Александер Паулус Собором Естонської Православної Церкви був знову обраний таємним голосуванням (одноголосно) архієпископом Таллінським і всієї Естонії, що було затверджено Московським Патріархом. Архієрейська хіротонія відбулася в Талліні 5 грудня 1920 року в Олександро-Невському соборі і була здійснена колишнім архієпископом Псковським і Порховським Євсевієм Гроздовим і архієпископом Фінляндським і Виборзьким Серафимом Лук'яновим.
23 вересня 1922 року Собор Естонської Церкви ухвалив рішення про звернення до  Патріарха Константинопольського з проханням про надання автокефального статусу.
7 липня 1923 року, після переговорів, Вселенський Патріарх Мелетій IV Метаксакіс вручив єпископу Александеру Томос, яким затверджувався новий канонічний статус Естонської Церкви, яка перетворювалася в автономний округ у складі Константинопольського Патріархату під назвою «Естонська Православна Митрополія». У липні 1926 року вона стала офіційно іменуватися Естонською апостольсько-православною церквою. Московський Патріархат не визнав рішень з канонічної перебудови Естонської Церкви.
У 1938 році в Талліні були відкриті богословсько-пастирські курси для підготовки духовенства. Митрополит Александер висвятив понад сто  священнослужителів, серед яких: протоієрей Михайло Рідігер (батько  московського патріарха  Алексія II), протопресвітер Олександр Кисельов, протоієрей Георгій Алексєєв (згодом, з 14 серпня 1961 - архієпископ Горьковський Нижегородський і Арзамаський Іоанн (Георгій Алексеєв), Олександр Осипов, Ростислав Лозинський.
Після Окупації Прибалтики Радянським Союзом в серпні 1940 року митрополит Александер був переведений в юрисдикцію Московського Патріахату (24 лютого 1941).

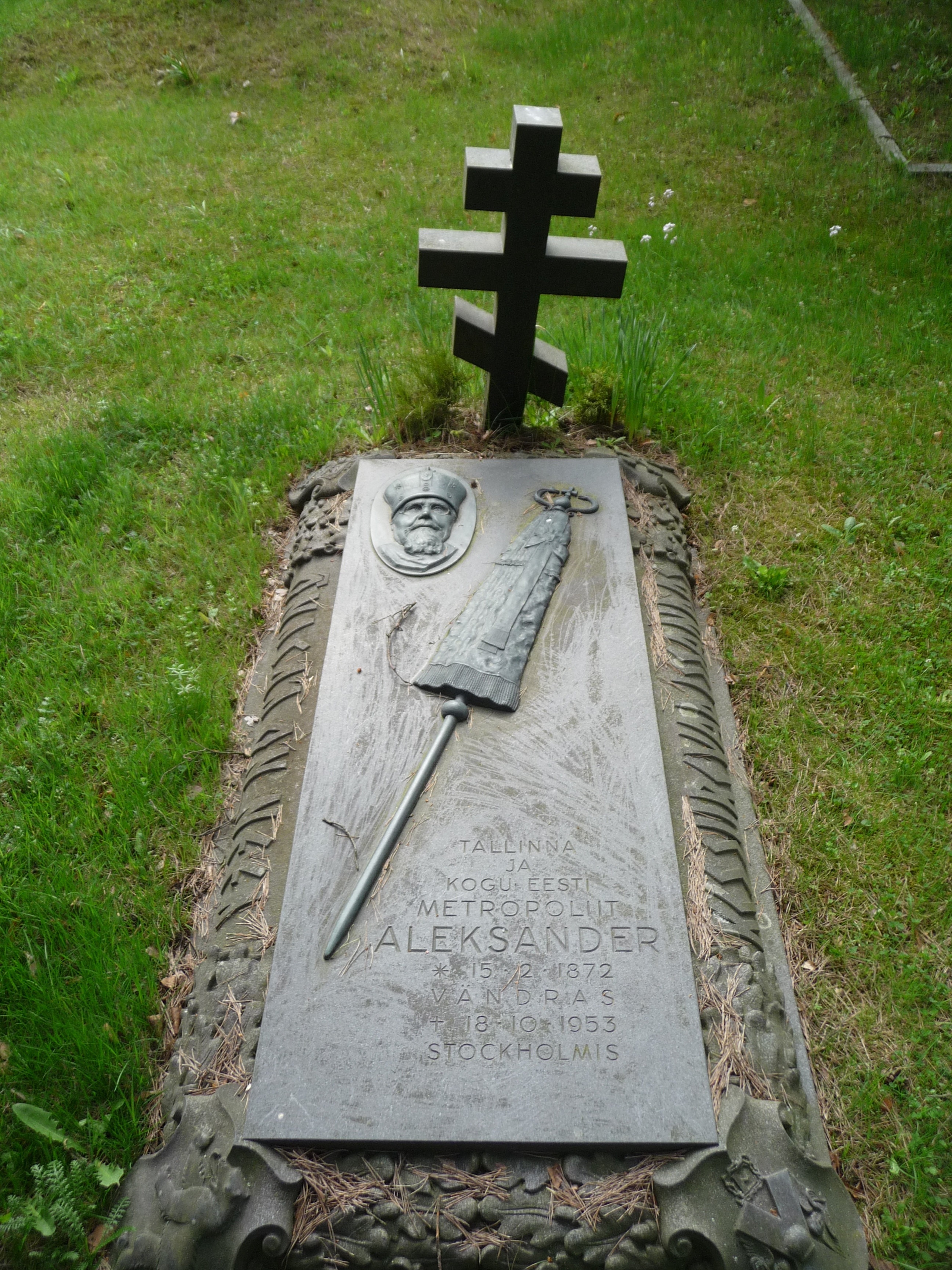
Могила митрополита Александера на Лісовому цвинтарі в Стокгольмі

19 вересня 1941 року одержав реєстрацію  німецької влади як предстоятель відновленої ЕАПЦ. Циркуляр митрополита Олександра від 14 жовтня 1941 року сповіщав про припинення поминання митрополита Сергія Стагородського і митрополита  Сергія Воскресенського (Екзарха Латвії та Естонії).
Указом від 5 листопада 1942 митрополит Сергій Воскресенський звільнив Александера від управління єпархією, заборонивши у священнослужінні і зрадивши суду архієреїв. Етнічно естонські парафії і частина російських парафій Естонії продовжували вважати Александера главою Естонської Церкви до кінця його перебування в країні.
20 вересня 1944 року німецькою владою був насильно евакуйований в північну Німеччину в концтабір Омштеде під Ольденбургом, незважаючи на це продовжував вважати себе главою Естонської православної церкви і весь час носив свій титул. Там в тимчасовій табірній церкві-бараку митрополит Александер відкрив перший закордонний естонський прихід. В інших таборах Німеччини також з'явилися тимчасові храми, в яких богослужіння відбувалося естонською мовою.
У березні 1947 року отримав дозвіл оселитися в Швеції і до своєї смерті проживав у Стокгольмі.
15 січня 1948 року ним був заснований Синод для управління 17 естонськими парафіями в різних країнах: Швеції (7), США (4), Канаді (3), Англії (1), Німеччини (1) і Австралії (1).
Помер 18 жовтня 1953 року і 25 жовтня був похований на православній ділянці  Лісового кладовища в Стокгольмі. 
Після смерті митрополита Александера парафії естонської діаспори на їхнє прохання були включені в місцеві єпархіальні структури Константинопольського Патріархату.